# Скарлино
Скарлино (итал. Scarlino) је насеље у Италији у округу Гросето, региону Тоскана.
Према процени из 2011. у насељу је живело 429 становника. Насеље се налази на надморској висини од 217 м.

## Становништво
Према резултатима пописа становништва 2011. у општини је живело 3.699 становника.
| 1931. | 1936. | 1951. | 1961. | 1971. | 1981. | 1991. | 2001. | 2011. |
| ----- | ----- | ----- | ----- | ----- | ----- | ----- | ----- | ----- |
| 2.764 | 2.928 | 3.237 | 3.157 | 2.498 | 2.507 | 2.782 | 3.136 | 3.699 |

## Партнерски градови
- Boujdour